# Gülyalı
Gülyalı là một huyện thuộc tỉnh Ordu, Thổ Nhĩ Kỳ. Huyện có diện tích 73 km² và dân số thời điểm năm 2007 là 8165 người, mật độ 112 người/km².